# Damien Johnson
Damien Johnson, (ur. 18 listopada 1978 w Lisburn w Irlandii Północnej), północnoirlandzki piłkarz, występujący na pozycji środkowego pomocnika w Huddersfield Town, do którego jest wypożyczony z Plymouth Argyle; były reprezentant kraju.
Jego pierwszym klubem w Premiership był Blackburn Rovers, gdzie dołączył w roku 1997 zaliczając swój debiut w podstawowym składzie w meczu Pucharu Ligi 30 sierpnia 1997, który jego ekipa przegrała 0-1 z drużyną Preston North End, a on sam dostał żółtą kartkę.
Wypożyczony do Nottingham Forest F.C. 28 stycznia 1998, zagrał w pięciu meczach i pozytywnie wpłynął na grę zespołu.
Na jego powrót do Blackburn złożyły się osiągane przez niego dobre wyniki i podczas sezonu 1999–2000 zdobył swoje pierwsze powołanie na mecz Reprezentacji Irlandii Północnej rozgrywane 23 lutego 2000 w którym to Reprezentacja Irlandii Północnej w piłce nożnej pokonała 3-1 Luksemburg. Potem wystąpił w meczach przeciwko Malcie oraz Węgrom, które skończyły się już nie tak pewnymi zwycięstwami jak to odniesione nad drużyną Luksemburga.
8 marca 2002 podpisał kontrakt z drużyną Birmingham City, po bardzo udanym sezonie w Blackburn Rovers zakończonym zdobyciem przez drużynę Pucharu Ligi. W Birmingham pomógł utrzymać się drużynie w czołówce tabeli. We wrześniu 2004 podpisał 3-letni kontrakt.
W 2010 roku trafił do Plymouth Argyle.
W drużynie narodowej wystąpił 56 razy, lecz ani razu nie wpisał się na listę strzelców.